# 亞當·坎貝爾 (演員)
亞當·坎貝爾（英語：Adam Campbell，1980年8月19日—）是英國的一位演員。他出演過的主要電影包括《約會電影》和《史詩大帝國》。他在2007年和傑瑪·梅斯結婚。

## 來源
1. ↑  . TV Guide.   [10 March 2015]. （原始内容存档于2015-04-02）.

## 外部連結
- 亞當·坎貝爾在互联网电影资料库（IMDb）上的資料（英文）
- 在AllMovie上亞當·坎貝爾的頁面（英文）